# Джанаралиев, Имран
Имра́н Джанарали́ев (1 февраля 1959, Гуни, Чечено-Ингушская АССР — 2007) — чеченский детский писатель, поэт, журналист, фольклорист и этнограф.

## Биография
В 1986 году окончил филологический факультет Чечено-Ингушского государственного университета по специальности преподаватель чеченского языка и литературы и русского языка и литературы. Преподавал родной язык в средней школе родного села. Через год начал работать в районной газете «Колхозан дахар» (с чеч. — «Колхозная жизнь»). Вскоре был назначен начальником отдела писем. С 1989 года работал корреспондентом республиканской газеты «Ленинан некъ». В 1993 году стал главным редактором республиканского детского журнала «Стелаӏад» и находился на этой должности до своей скоропостижной смерти.

## Творчество
Начинал свою творческую деятельность как журналист районной газеты в 1980-х годах. Его публицистика печаталась на страницах сначала районной, а затем и республиканской прессы. Со временем проявились и его поэтические дарования. Произведения Джанаралиева публиковались в газете «Даймохк», журналах «Вайнах» и «Орга».
Впоследствии увлёкся сбором фольклорного материала. В 2004 году им был издан сборник чеченских религиозных песнопений «Назманаш». Также им было собрано большое число сказок, преданий, поговорок и пословиц.